# Światowy Dzień Filozofii
Światowy Dzień Filozofii (ang. World Day of Philosophy) – coroczne święto z inicjatywy UNESCO (Organizacji Narodów Zjednoczonych do Spraw Oświaty, Nauki i Kultury), obchodzone w trzeci czwartek listopada.
Pierwszy Dzień Filozofii obchodzono w dniu 21 listopada 2002 roku w ramach wewnętrznych postanowień UNESCO. W 2005 roku na Konferencji Generalnej w Paryżu (33. sesja), oficjalnie ogłoszono trzeci czwartek listopada  "Światowym Dniem Filozofii".
Obchody mają na celu wykazanie znaczenia filozofii i zachęcenie społeczeństwa (zwłaszcza młodzieży) do zainteresowania się filozofią. Mają również zachęcić do krytycznego myślenia i debaty filozoficznej nad problemami współczesnego świata oraz poprawić komunikację i współpracę między filozofami i naukowcami.
Z tej okazji organizowane są sympozja, wykłady, konferencje dla dorosłej części społeczeństwa, a także dni otwarte i warsztaty wśród młodzieży akademickiej. Umożliwiają wszystkim zainteresowanym wzięcie w nich udziału, nie tylko osobom zawodowo zajmującym się filozofią.
18 listopada 2010 roku dyrektor generalna UNESCO Irina Bokowa zapoczątkowała obchody otwierając w Paryżu Międzynarodowe Forum na temat „Filozofii, Różnorodności Kulturowej i Zbliżenia Kultur”, w którym uczestniczyli filozofowie z całego świata. W obchodach wzięło udział ponad 80 państw członkowskich m.in. Albania, Argentyna, Niemcy, Francja, Urugwaj, Meksyk, Gwatemala, Senegal, Australia i Stany Zjednoczone.